# Radicaal 214
Van de in totaal 214 Kangxi-radicalen heeft radicaal 214 de betekenis fluit. Het is het enige radicaal dat bestaat uit zeventien strepen.
In het Kangxi-woordenboek zijn er 21 karakters die dit radicaal gebruiken.

## Karakters met het radicaal 214

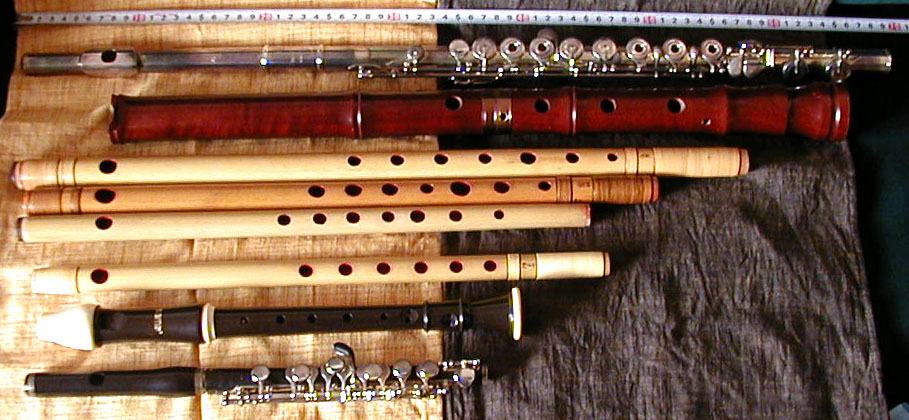
Fluiten

| Strepen | Karakter |
| ------- | -------- |
| + 0     | 龠       |
| + 4     | 龡       |
| + 5     | 龢       |
| + 8     | 龣       |
| + 9     | 龤 龥    |

Orakelbotkarakter
Bronskarakter
Groot zegelkarakter
Klein zegelkarakter